# Gastrodia grandilabris
Gastrodia grandilabris är en orkidéart som beskrevs av Cedric Errol Carr. Gastrodia grandilabris ingår i släktet Gastrodia och familjen orkidéer. Inga underarter finns listade i Catalogue of Life.